# Dan Kelly (rugby à XV)
Pour les articles homonymes, voir Kelly.

a Compétitions nationales et continentales officielles uniquement.

b Matchs officiels uniquement.
Dernière mise à jour le 7 février 2025.
Dan Kelly, né le 16 juin 2001 à Rochdale (Angleterre), est un joueur international anglais de rugby à XV jouant au poste de centre aux Leicester Tigers en Premiership.

## Biographie

### Jeunesse et débuts
Dan Kelly commence la pratique du rugby à XV à l'âge de six ans à Rochdale, avant de fréquenter la Kirkham Grammar School (en) et de rejoindre l'académie des Sale Sharks. Il lui est proposé d'entrer dans le système de formation provincial irlandais, mais Dan Kelly préfère se consacrer à ses études à l'université de Loughborough, en Angleterre.

### Carrière en club
Dan Kelly signe son premier contrat professionnel en avril 2020 avec les Leicester Tigers. Ainsi le centre entre en jeu pour la première fois en août 2020 contre Gloucester Rugby (défaite 46-30).
Sous l'impulsion de l'entraîneur Steve Borthwick, il fait partie des joueurs importants lors du sacre de Leicester en Championnat d'Angleterre en 2021-2022. Il est un meneur dans la ligne défensive des Tigers.
En milieu de saison 2024-2025, il est annoncé qu'il quitte les Leicester Tigers à la fin de la saison pour rejoindre le Munster. Il est à ce moment éligible pour changer de nationalité sportive et représenter l'Irlande, son pays d'origine, puisqu'il n'a plus joué en sélection depuis plus de trois ans.

### Carrière internationale
Éligible avec l'Irlande du fait de la nationalité de ses grands-parents, Dan Kelly prend part à trois rencontres avec l'équipe d'Irlande des moins de 20 ans au Tournoi des Six Nations des moins de 20 ans 2020
Kelly honore sa première cape internationale en juillet 2021 contre le Canada en tant que titulaire.
Sélectionné pour le match d'ouverture du Tournoi des Six Nations 2023 contre l'Écosse, il se blesse à la cuisse, ce qui l'empêche d'y figurer.

## Palmarès
- Leicester Tigers
  - Finaliste du Challenge européen en 2021.
  - Vainqueur du Championnat d'Angleterre en 2022.
  - Finaliste du Championnat d'Angleterre en 2025.